# Пер Єртквіст
Пер Єртквіст (швед. Per Hjertquist; нар. 6 квітня 1960) — колишній шведський тенісист.
Найвищу одиночну позицію світового рейтингу — 68 місце досяг 22 грудня 1980, парну — 106 місце — 25 серпня 1985 року.
Здобув 1 одиночний та 1 парний титул.
Найвищим досягненням на турнірах Великого шолома було 3 коло в одиночному та парному розрядах.

## Фінали за кар'єру

### Одиночний розряд (1–2)
| Результат | W/L | Дата     | Турнір             | Покриття | Суперник      | Рахунок       |
| --------- | --- | -------- | ------------------ | -------- | ------------- | ------------- |
| Поразка   | 0–1 | Жов 1979 | Тель-Авів, Ізраїль | Тверде   | Том Оккер     | 4–6, 3–6      |
| Перемога  | 1–1 | Гру 1980 | Софія, Болгарія    | Килим    | Вадим Борисов | 6–3, 6–2, 7–5 |
| Поразка   | 1–2 | Жов 1981 | Тель-Авів, Ізраїль | Тверде   | Мел Перселл   | 1–6, 1–6      |

### Парний розряд (1 перемога)
| Результат | W/L | Дата     | Турнір             | Покриття | Партнер        | Суперники            | Рахунок  |
| --------- | --- | -------- | ------------------ | -------- | -------------- | -------------------- | -------- |
| Перемога  | 1–0 | Жов 1980 | Тель-Авів, Ізраїль | Тверде   | Стів Крулевітс | Ерік Фромм Кері Лідс | 7–6, 6–3 |